# María Goreti Campos Ríos
María Goreti del Carmen Campos Ríos (1957) es una profesora, palinóloga, y botánica mexicana, desarrolló actividades académicas y científicas en el Herbario CICY, Unidad de Recursos Naturales, Centro de Investigación Científica de Yucatán.
Realizó la licenciatura, maestría y doctorado en Biología en la Universidad Nacional Autónoma de México.

## Algunas publicaciones
- Fernando Chiang-cabrera, maría goreti Campos-Ríos. 2012. El género Varronia P.Browne (Cordiaceae, Boraginales) en México. Polibotánica 33

- maría goreti Campos-Ríos, Fernando Chiang-cabrera. 2010. Bourreria tuxtlae y B. veracruzana (Boraginaceae) dos especies nuevas y clave para la identificación de las especies arbóreas del género, en México. Polibotánica 30: 1-17 en línea (enlace roto disponible en Internet Archive; véase el historial, la primera versión y la última).ISSN 1405-2768

- --------------------------------------. 2008. Catálogo de autoridades taxonómicas e inventario forístico de la familia Boragináceae en México. Fase I, cicy, Mérida. Base de datos snib-Conabio, proyecto CE005 en línea

- --------------------------------------, ------------------------. 2006. Una revisión nomenclatural de los tipos de plantas de la península de Yucatán, México. Polibotánica 22

- --------------------------------------. 2005. Revisión del género Bourreria P.Browne (Boraginaceae) en México. Polibotanica 19:39-103

- maría goreti Campos-Ríos, rita g. alfaro-Bates. 2003. Contribución al conocimiento de la morfología de los granos de polen del género Bourreria P.Browne (Boraginaceae) de México. Polibotyánica 16: 1-28 ISSN 1405-2768 en línea (enlace roto disponible en Internet Archive; véase el historial, la primera versión y la última).

- Rubén c. Durán, maría goreti Campos-Ríos, j.c. Trejo, p. Simá, f. may Pat, m. juan Qui. 2000. Listado florístico de la Península de Yucatán. Centro de Investigación Científica de Yucatán, C.A. Mérida. Yucatán. 259 pp.

- germán carnevali fernández-Concha, josé l. tapia-Muñoz, maría goreti campos-Ríos, silvia hernández-Aguilar, miriam juan-Qui, ivón m. Ramírez Morillo, filogonio may-Pat. 2000. Notes on the Flora of the Yucatan peninsula I: New records for the Peninsular Flora. Harvard Papers in Botany 5 ( 1): 129-156 resumen en línea

- La abreviatura «G.Campos» se emplea para indicar a María Goreti Campos Ríos como autoridad en la descripción y clasificación científica de los vegetales.[3]